# Kimograf
Kimograf (od gr. kyma - fala, grapho - pisać) - urządzenie medyczne, służące do rejestracji a następnie przedstawiania graficznego w postaci kimogramu (specjalnego wykresu) różnych rodzajów procesów fizjologicznych (np. bicie serca, ruchy mięśni itp.), będących najczęściej efektem skurczów mięśni. W skład kimografu wchodzi walec, na którym umieszczony jest papier. Walec obraca się ze stałą prędkością, a pisaki wykreślają na nim zmiany rejestrowanej czynności. Zamiast papieru walec może być pokryty błoną światłoczułą a funkcję pisaków pełnią wtedy promienie światła.
Kimograf został wynaleziony przez niemieckiego fizjologa Carla Ludwiga w 1840.

Przeczytaj ostrzeżenie dotyczące informacji medycznych i pokrewnych zamieszczonych w Wikipedii.